# Działo 406 mm L/50 Mark 7
Działo 406 mm L/50 Mark 7 – amerykańskie lekkie działo kalibru 406 mm o długości lufy 50 kalibrów zainstalowane w trzech trzylufowych wieżach na pancernikach USS „Iowa” (BB-61), „New Jersey” (BB-62), „Missouri” (BB-63) i „Wisconsin” (BB-64), przeznaczone także do instalacji na nigdy nieukończonych pancernikach „Illinois” i „Kentucky”. Zamontowane miały zostać także w pancernikach „Montana”, „Ohio”, „Maine”, „New Hampshire” i „Louisiana”, pod które jednak nigdy nie położono stępki.
W stosunku do wcześniejszych dział 406 mm L/50 Mark 2 i Mark 3 używanych na pancernikach typu South Dakota z 1920 roku, Mark 7 odróżniał się wewnętrznie krótszą komorą nabojową o pojemności 442,5 dm³, zamiast 491,6 dm³.  Prototyp działa Mk 7 oznaczony był pierwotnie jako działo Mk D/O, które to oznaczenie zostało później zmienione na Mk. 3 Mod 1, podczas gdy eksperymentalna wersja ostatecznej konfiguracji została oznaczona Mark 7/A.
| Masa wieży bez amunicji       | 1728-1735 ton                                                   |
| Średnica ścieżki obrotu       | 10,49 metra                                                     |
| Średnica wewnętrzna barbety   | 11,35 metra                                                     |
| Odległość między osiami dział | 2,97 metra                                                      |
| Odrzut                        | 122 cm                                                          |
| Maksymalna prędkość elewacji  | 12° /sek                                                        |
| Maksymalna prędkość obrotu    | 4° /sek                                                         |
| Cykl odpalenia                | 30 sekund                                                       |
| Opancerzenie                  | front: 500 (432+68) mm, boki: 241 mm tył: 305 mm, strop: 184 mm |